# Leonard Kazimierz Wolmer
Leonard Kazimierz Wolmer herbu Korwin – oboźny grodzieński w latach 1793–1798, budowniczy grodzieński w latach 1791–1793, regent konfederacji targowickiej.